# Động đất ngoài khơi Kushiro 1993
Động đất ngoài khơi Kushiro 1993 (釧路沖地震 Kushiro-oki Jishin) là trận động đất xảy ra vào lúc 20:06 (JST), ngày 15 tháng 1. Trận động đất có cường độ 7.8 richter (theo JMA). Tâm chấn độ sâu khoảng 100 km. Không có cảnh báo sóng thần cho trận động đất này, nhưng trận động đất đã làm 2 người chết và 966 người bị thương.